# Rudy Charles
Daniel "Dan" Engler (nacido el 20 de noviembre de 1977 en Evansville, Indiana, Estados Unidos) es un árbitro de lucha libre profesional estadounidense, más conocido por su nombre artístico Rudy Charles, reconocido por su trabajo como árbitro en la Total Nonstop Action Wrestling (TNA), donde fue el árbitro principal de dicha empresa. También trabajó en 2011 en la Supreme Wrestling Entertainment (SWE), Wisconsin. En julio de 2013, Charles firmó contrato con la WWE para trabajar en su territorio de desarrollo la NXT.

## Carrera

### Total Nonstop Action Wrestling (2002-2009)
Charles fue uno de los pocos que estuvo desde el inicio en Total Nonstop Action Wrestling (TNA) en 2002. Rudy fue uno de los primeros árbitros desde el inicio de la empresa, teniendo que ayudar a Toby Keith a entrar al ring para enfrentarse a pelear ante Jeff Jarrett.

### World Wrestling Entertainment
En julio de 2013, Charles indicó en su cuenta Twitter que recientemente habría firmado contrato con la WWE, para trabajar en su territorio de desarrollo la NXT.
Charles hizo su debut en PPVs en el WWE Hell in a Cell el 27 de octubre de 2013 arbitrando la lucha por el Campeonato de Divas de la WWE, entre AJ Lee y Brie Bella. Charles trabajó bajo su nombre real Dan Engler.
También ha arbitrado variadas luchas en Raw, ante otra lucha de divas, entre Natalya y Summer Rae en su debut.